# Cadmus Linea
La Cadmus Linea è una struttura geologica della superficie di Europa.